# 埃斯卡塞纳德尔坎波
埃斯卡塞纳德尔坎波，是一个位于西班牙安达卢西亚自治区韦尔瓦省的市镇。2001年，该镇总面积135平方公里，总人口2254人，人口密度17人/平方公里。